# Сабурі Біобаку
Сабурі Біобаку (Saburi Oladeni Biobaku *1918 — †2001) — нігерійський вчений-історик, один з авторів-фундаторів історіографії народу йоруба, в тому числі еґба, блискучий дослідник письмових та інших джерел з історії Нігерії.
Біобаку обіймав посади заступника ректора (Vice Chancellor), точніше віцепрезидента Університету Лагоса і проректора Університету Аволово Обафемі (Obafemi Awolowo).

## Біографія

### Навчання і рання кар'єра
Біобаку народився у Іґборе (Igbore), Абеокута у родині знаного мусульманського діяча. Сабурі навчався у методистській початковій школі Оґбе (Ogbe) в Абеокуті, далі в урядовому коледжі Ібадана та Вищому технолоґічному коледжі Йаба (Yaba College of Technology)llege). Для здобуття магістерського рівня відвідував Кембриджський університет, а для набуття звання доктора історичних наук студіював Інститут історичних досліджень Лондонського Університету.
Повернувшись потому до Нігерії, Сабурі Біобаку розпочав викладацьку практику, спочатку у рідному Ібаданському урядовому коледжі, далі — в Ібаданському університеті, поступово рухаючись нагору адміністративними щаблями університетської структури.

### Наступна кар'єра науковця
У 1957 році Сабурі Біобаку написав одну з найвідоміших своїх наукових праць — «Еґба та їхні сусіди» (The Egba's and their Neighbours), цілком присвячену історичному розвитку субетносу йоруба еґба та його впливу на загальнойорубський розвиток. Спочатку праця задумувалась як дисертація, але в процесі написання перетворилась на 99-сторінковий опус. Для свого часу робота була революційною, адже була лише другим авторитетним історичним дослідженням з нігерійської історії, виданим у Кембріджі.
Пізніше Біобаку видає «Джерела з історії Йоруба» Sources of Yoruba History (1973 рік), низку інших праць і наукових статей.
У ранні роки незалежності Нігерії Біобаку обережно підтримав пануючі у нігерійському суспільстві ідеї панафриканізму. 1965 року він став заступником ректора (президента) Лагоського університету, хоча його обрання було радше даниною етнічному фаворитизму — згідно з негласним правилом у керівництві всіх структур скрізь у Нігерії мали бути представники народу йоруба.
Біобаку усе життя віддав служінню суспільству йоруба, не припиняючи історичні розвідки і наукові дослідження, а також беручи активну участь у громадському житті до самої смерті. Біобаку болісно переживав військовий режим, по суті — диктатуру Сані Абачі, канурі за національністю, упродовж 1993—1998, активно боровся своїми силами за її повалення.
Упродовж життя він також обіймав посаду Голови Нігерійської Національної Комісії зі старожитностей (Nigerian National Antiques Commission), очолював видавничу раду Африканської Енциклопедії (Encyclopedia Africana).

## Дослідницька спадщина
- Sources of Yoruba History, Oxford University Press (November 1, 1973). ISBN 0198216696
- The Egba and their neighbours, 1842—1872. ISBN 9782490954
- The Living Culture of Nigeria. Biobaku (у співавторстві з Peccinotti). Nelson Publishers (January 1, 1976). ISBN 9781261897
- The Origin of the Yorubas 1971. Lagos: Federal Ministry of Information.